# Германия на летних Олимпийских играх 1928
Германия на летних Олимпийских играх 1928 года была представлена 296 спортсменами (261 мужчины, 35 женщин), выступавшими в 16 видах спорта. Несмотря на то, что это было первое выступление германской сборной после Первой мировой войны, они завоевали 10 золотых, 7 серебряных и 14 бронзовых медалей, что вывело команду на второе место в неофициальном командном зачёте.

## Медалисты
| Медаль  | Спортсмен | Вид спорта            | Дисциплина                                  |
| ------- | --- | --------------------- | ------------------------------------------- |
| Золото  | Лина Радке | Лёгкая атлетика       | Женщины, 800 м                              |
| Золото  | Карл, барон фон Ланген | Конный спорт          | Выездка, индивидуальные выступления         |
| Золото  | Карл, барон фон Ланген Ойген, барон фон Лоцбек Херман Линкенбах | Конный спорт          | Выездка, командные выступления              |
| Золото  | Хелена Майер | Фехтование            | Женщины, рапира, индивидуальное первенство  |
| Золото  | Курт Мёштер Бруно Мюллер | Академическая гребля  | Мужчины, двойки распашные без рулевого      |
| Золото  | Хильдегард Шрадер | Плавание              | Женщины, 200 м брассом                      |
| Золото  | Макс Аман Карл Бере Эмиль Бенеке Йохан Бланк Отто Кордес Фриц Гунст Эрих Радемахер Йоахим Радемахер | Водное поло           | Мужчины                                     |
| Золото  | Йозеф Штрасбергер | Тяжёлая атлетика      | Мужчины, свыше 82,5 кг                      |
| Золото  | Курт Хельбиг | Тяжёлая атлетика      | Мужчины, до 67,5 кг                         |
| Золото  | Курт Лойхт | Борьба                | Греко-римская борьба, до 58 кг              |
| Серебро | Георг Ламмерс Рихард Кортс Хуберт Хоубен Хельмут Кёрниг | Лёгкая атлетика       | Мужчины, эстафета 4 x 100 м                 |
| Серебро | Отто Нойман Харри Шторц Рихард Кребс Херман Энгельхард | Лёгкая атлетика       | Мужчины, эстафета 4 x 400 м                 |
| Серебро | Эрнст Пистулла | Бокс                  | Мужчины, до 79,4 кг                         |
| Серебро | Эрвин Касмир | Фехтование            | Мужчины, рапира, индивидуальное первенство  |
| Серебро | Эрих Радемахер | Плавание              | Мужчины, 200 м брассом                      |
| Серебро | Эдуард Шперлинг | Борьба                | Греко-римская борьба, до 67,5 кг            |
| Серебро | Адольф Ригер | Борьба                | Греко-римская борьба, до 82,5 кг            |
| Бронза  | Георг Ламмерс | Лёгкая атлетика       | Мужчины, 100 м                              |
| Бронза  | Хельмут Кёрниг | Лёгкая атлетика       | Мужчины, 200 м                              |
| Бронза  | Йоахим Бюхнер | Лёгкая атлетика       | Мужчины, 400 м                              |
| Бронза  | Роза Келльнер Хелене Шмидт Анни Хольдман Хелене Юнкер | Лёгкая атлетика       | Женщины, эстафета 4 x 100 м                 |
| Бронза  | Херман Энгельхард | Лёгкая атлетика       | Мужчины, 800 м                              |
| Бронза  | Эмиль Хиршфельд | Лёгкая атлетика       | Мужчины, толкание ядра                      |
| Бронза  | Ханс Бернхардт Карл Кётер | Велоспорт             | Мужчины, тандем                             |
| Бронза  | Бруно Нойман | Конный спорт          | Конное троеборье, индивидуальное первенство |
| Бронза  | Ольга Элькерс | Фехтование            | Женщины, рапира, индивидуальное первенство  |
| Бронза  | Бруно Бохе Георг Бруннер Хайнц Фёрстендорф Эрвин Францковяк Вернер Фрайберг Теодор Хаг Ханс Хаусман Курт Хавербек Ариберт Хайман Херберт Хобайн Фриц Хорн Карл-Хайнц Ирмер Херберт Кеммер Херберт Мюллер Вернер Профт Герд Штранцен Рольф Волльнер Хайнц Вёльтье Эрих Цандер | Хоккей на траве       | Мужчины                                     |
| Бронза  | Хельмут Каль | Современное пятиборье | Мужчины                                     |
| Бронза  | Шарлотта Мюхе | Плавание              | Женщины, 200 м брассом                      |
| Бронза  | Ханс Вольперт | Тяжёлая атлетика      | Мужчины, до 60 кг                           |
| Бронза  | Георг Геринг | Борьба                | Греко-римская борьба, свыше 82,5 кг         |

## Результаты соревнований

### Академическая гребля
Олимпийские соревнования по академической гребле проходили с 3 по 10 августа в деревне Слотен, которая расположена в 6 км к западу от центра Амстердама. В каждом заезде стартовали две лодки. Победитель заезда проходил в следующий раунд, а проигравшие на предварительном этапе попадали в отборочный раунд. Спортсмены, проигравшие два заезда, завершали борьбу за медали. Начиная с третьего раунда экипажи, уступавшие в заезде, выбывали из соревнований. Для определения бронзового призёра проводился заезд за 3-е место.
Мужчины
| Соревнование | Спортсмены               | Первый раунд                  | Отборочный заезд          | Второй раунд                  | Отборочный заезд     | Третий раунд         | Полуфинал                | Финал                               | Место                |
| Соревнование | Спортсмены               | Соперник / Результат          | Соперник / Результат      | Соперник / Результат          | Соперник / Результат | Соперник / Результат | Соперник / Результат     | Соперник / Результат                | Место                |
| ------------ | ------------------------ | ----------------------------- | ------------------------- | ----------------------------- | -------------------- | -------------------- | ------------------------ | ----------------------------------- | -------------------- |
| одиночки     | Вальтер Флинш            | AUSГ. Пирс 8:21,8 П +26,0     | DENА. Шварц 8:23,4 П +3,2 | завершил выступление          | завершил выступление | завершил выступление | завершил выступление     | завершил выступление                | завершил выступление |
| двойки       | Курт Мёштер Бруно Мюллер | Франция · 8:14,2 OB · В -16,8 | не участвовали            | Нидерланды · 7:19,4 · В -10,8 | не участвовали       | не проводится        | США · 7:08,2 OB · В -7,4 | Великобритания · 7:06,4 OB · В -2,4 | 1                    |